# 神野站

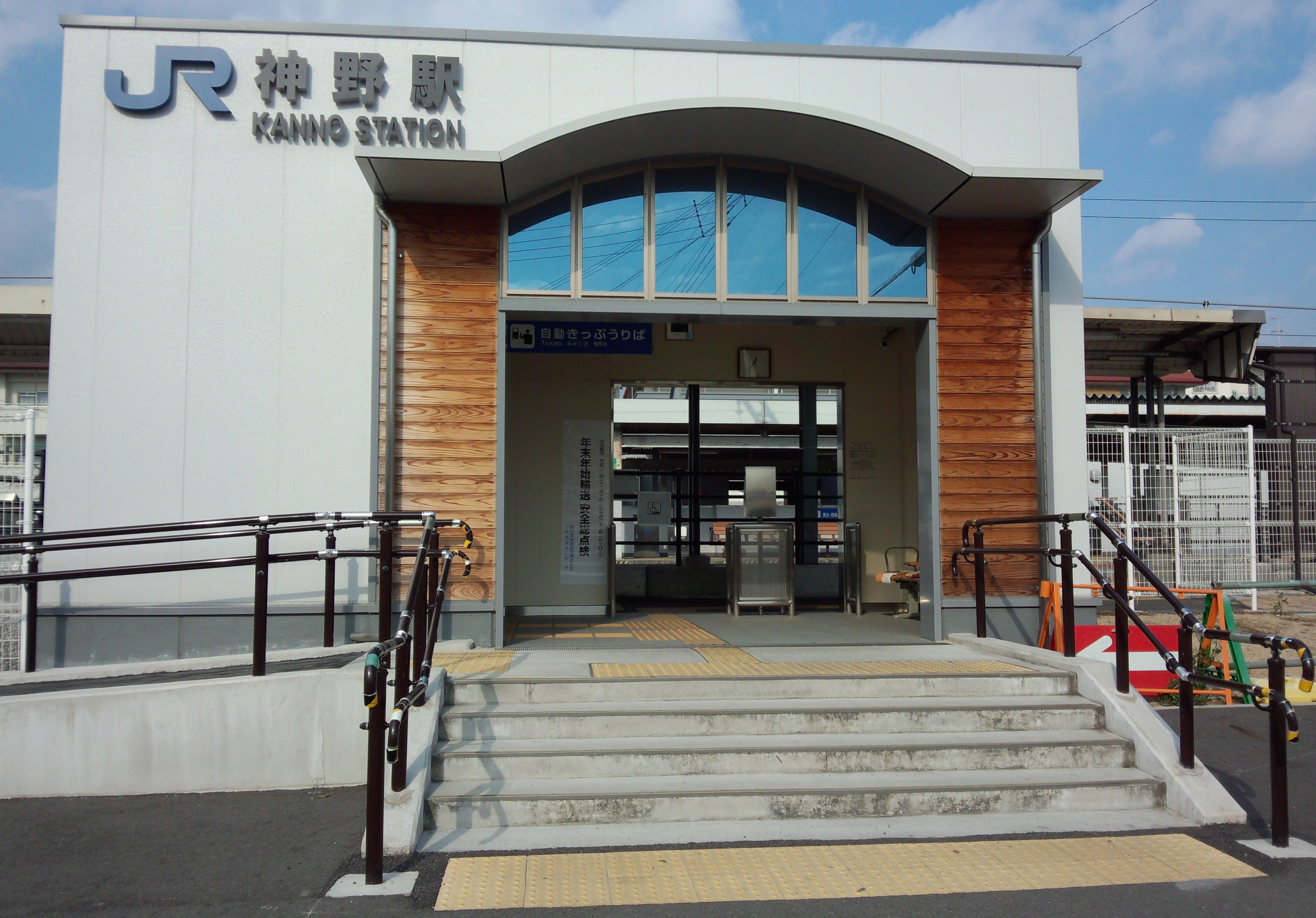
南口(2012年12月)

神野站（日语：／ Kanno eki */?）是位於兵庫縣加古川市神野町西條623番地，屬於西日本旅客鐵道（JR西日本）的加古川線車站。

## 歷史

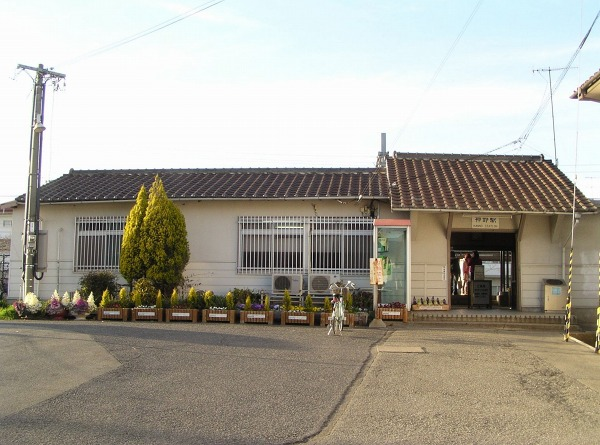
舊南出入口(2006年3月)

- 1913年（大正2年）4月1日 - 播州鐵道加古川町站（現時：加古川站）至國包站（現時：厄神站）之間開通，此停留場啟用[1][2]。為旅客車站。
- 1923年（大正12年）12月21日 - 路線轉讓給播丹鐵道[3]。
- 1929年（昭和4年）8月23日 - 由停留場升級至車站。
- 1943年（昭和18年）6月1日 - 播丹鐵道被國有化，成為鐵道省加古川線車站[4]。
- 1948年（昭和23年）3月 - 車站大樓翻新[1]。
- 1987年（昭和62年）4月1日 - 伴隨國鐵分割民營化，車站由西日本旅客鐵道（JR西日本）營運。
- 1990年（平成2年）6月1日 - 加古川鐵道部（日语：加古川鉄道部）成立，並管轄此站。
- 2009年（平成21年）7月1日 - 隨著加古川鐵道部廢止，變由神戶分社（日语：西日本旅客鉄道神戸支社）直轄，此站由加古川站管理[5]。此站變成業務委託車站，由JR西日本交通服務負責管理[5]。
- 2010年（平成22年）10月2日 - 北出口車站大樓開始使用[6]
- 2016年（平成28年）3月26日 - 此站開始可以使用IC卡「ICOCA」[7]。此站設置IC卡專用簡易閘機。

## 車站構造

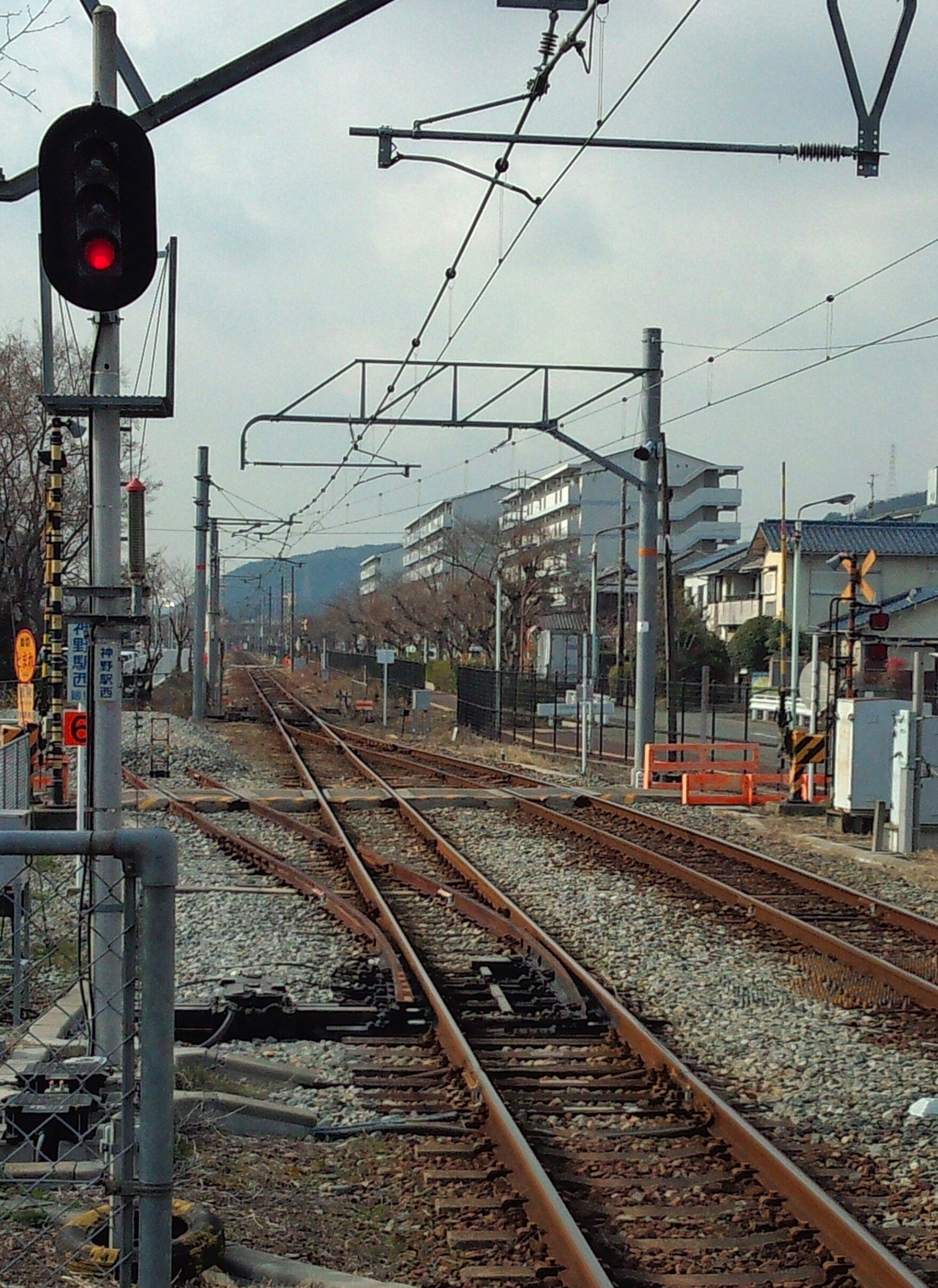
站內的安全側線

本站是地面車站，設有2面2線的相對式月台。路線向東西方延伸。雖然往加古川方向的路軌為直線，但由於出發信號機只有單向，因此不可逆線出霍。在往加古川方向的路軌靠近日岡一方設有安全側線，該側線在加古川線電化後新設。厄神一方的上下行路軌匯合前的距離較長，因此考慮到當列車通過信號燈後仍然有停車空間，而沒有設置安全側線。兩月台之間設有跨線橋連接。本站的閘口曾只設於南邊，但由於北邊較多住宅區，因此於2010年10月新設北出口。
此站的北出口是由JR西日本和加古川市共同於2010年3月開始動工，於2010年10月2日開始使用。站房總樓面65平方米，並鄰接加古川市社區設施。而原本設於南出口的綠色窗口遷移至北出口車。南出口在北出口開始使用後進行重建。此站的舊站房是在1948年（昭和23年）建成，為一座木製建築物，當時站內設有候車室和綠色窗口。
北出口與南出口內皆設有自動閘機，只於新式自動售票機1台。此站在2016年3月26日開始可以使用ICOCA。此站曾是直營車站，在加古川鐵道部拆毀後變更組織架構。現時是由JR西日本交通服務管理的業務委託車站（由加古川站管理）。

### 月台
| 月台 | 路線     | 上下行 | 方向             |
| ---- | -------- | ------ | ---------------- |
| 1    | 加古川線 | 下行   | 粟生、西脇市方向 |
| 2    | 加古川線 | 上行   | 加古川方向       |

## 時間表
在日間時段，每小時設有2班列車停靠。

## 利用狀況
根據「兵庫縣統計書」，在2019年（令和元年）度1日平均乘車人次為1,057人。為加古川線內最多人使用的車站。
以下為近年1日平均乘車人次列表：
| 年度   | 1日平均 乘車人次 |
| ------ | ---------------- |
| 2000年 | 1,595            |
| 2001年 | 1,515            |
| 2002年 | 1,449            |
| 2003年 | 1,398            |
| 2004年 | 1,357            |
| 2005年 | 1,329            |
| 2006年 | 1,298            |
| 2007年 | 1,283            |
| 2008年 | 1,259            |
| 2009年 | 1,190            |
| 2010年 | 1,143            |
| 2011年 | 1,146            |
| 2012年 | 1,139            |
| 2013年 | 1,131            |
| 2014年 | 1,100            |
| 2015年 | 1,117            |
| 2016年 | 1,101            |
| 2017年 | 1,084            |
| 2018年 | 1,071            |
| 2019年 | 1,057            |

## 車站周邊
車站周邊都是加古川市的睡房城市。車站附近有許多歷史古蹟設施。
- 加古川北市民中心
- 北山公園、西條廢寺蹟（日语：西条廃寺跡）（國家指定史蹟）
- 西条古墳群（日语：西条古墳群）（國家指定史蹟）
  - 行者塜古墳（日语：行者塚古墳）（國家指定史蹟）
  - 尼塚古墳（國家指定史蹟）
  - 人塚古墳（國家指定史蹟）
- 城山
  - 西条八幡神社
  - 愛宕神社
- 稲根神社（二塚古墳）
- 安全衛生技術試驗協會（日语：安全衛生技術試験協会）
- 兵庫縣立加古川醫療中心（日语：兵庫県立加古川医療センター）
- 加古川市立神野小學（日语：加古川市立神野小学校）
- 加古川市立陵北小學（日语：加古川市立陵北小学校）
- 加古川溫泉（日语：加古川温泉）

## 巴士路線
從前神姬巴士駛入此站。
加古巴士Mini巴士
- 前往中河原
- 甲南加古經川運動場由 高岡會館行
- 經小畑口往 前往廢前
- 經小畑由往 前往上原行（１日１班）

## 相鄰車站
西日本旅客鐵道（JR西日本）
 加古川線
日岡－神野－厄神

## 注腳
1. 1 2 3 4 5 6 7  . 神戶新聞綜合出版中心. 2011-12-15: 201. ISBN 9784343006028 （日语）.
2. ↑  官報 第202号（日語） 1913年4月5日
3. ↑  『鉄道省鉄道統計資料. 大正12年度』（日語）（國立國會圖書館近代數碼圖書館）
4. ↑  官報 第4907号（日語） 1943年5月25日
5. 1 2 3  . 交通新聞 (交通新聞社). 2009-06-25: 1 （日语）.
6. 1 2  交通新聞2010年10月7日
7. ↑   (PDF) (新闻稿). 西日本旅客鉄道. 2015年12月18日  [2016-03-26]. （原始内容存档 (PDF)于2016-03-05） （日语）.
8. ↑  兵庫県統計書 （页面存档备份，存于）（日語）
9. ↑  兵庫県統計書令和元年版 （页面存档备份，存于）（日語）

## 外部連結
- 日岡｜車站資訊：JR出門網 - 西日本旅客鐵道